# Natywizm
Racjonalizm genetyczny, natywizm, innatyzm – pogląd dotyczący natury źródeł poznania (genezy poznania), przeciwstawiający się empiryzmowi genetycznemu. Według racjonalistów genetycznych umysł ludzki dzięki samej swojej konstrukcji posiada wiedzę lub uposażenie mentalne, która jest wcześniejsza od doświadczenia (przede wszystkim zmysłowego). Wiedza ta ma charakter pewny i poprzedza wszelkie poznanie nie tylko w sensie czasowym (jako "wiedza wrodzona"), ale przede wszystkim jako warunek wszelkiego poznania.

## Racjonalizm genetyczny a racjonalizm metodologiczny
Polska terminologia filozoficzna (wywodząca się od Kazimierza Ajdukiewicza) odróżnia dwa znaczenia terminu "racjonalizm" na gruncie sporu o źródła poznania, prócz racjonalizmu genetycznego racjonalizm metodologiczny. Racjonalizm genetyczny jest stanowiskiem o charakterze psychologicznym, poglądem na zagadnienie samego przebiegu procesu zdobywania wiedzy. Racjonalizm metodologiczny (aprioryzm) jest natomiast stanowiskiem o charakterze metodologicznym, poglądem na zagadnienie poznania wartościowego (wiedzy). Analogicznymi określeniami polska terminologia filozoficzna opatruje termin "empiryzm" (empiryzm genetyczny, empiryzm metodologiczny).   
Natywizm i aprioryzm są poglądami silnie powiązanymi, zawsze występują w filozofii łącznie. Skoro, jak głosi aprioryzm, istnieje wiedza niezależna od doświadczenia, nie można twierdzić, że zależnie od doświadczenia wiedza ta powstała: aprioryzm musi więc zakładać natywizm. Podobnie natywizm musi zakładać aprioryzm: skoro zakłada się poznanie poprzedzające i warunkujące doświadczenie zmysłowe i wszelkie inne poznanie, nie sposób utrzymywać, że jest to poznanie nie będące wiedzą, bezwartościowe.

## Główne postacie racjonalizmu genetycznego
Konstrukcyjne elementy umysłu powiązane z wiedzą niezależną od doświadczenia przedstawiane były w dziejach filozofii rozmaicie - np. u Platona mają one związek z ideami, u Kartezjusza z ideami wrodzonymi, u Immanuela Kanta z formami a priori. Istnieją więc różne wyróżniane historycznie postacie i treści wiedzy wrodzonej. Wiedza wrodzona może mieć według jednych charakter językowy, według innych matematyczny, według  innych (zwłaszcza dla Leibnitza) logiczny. Zauważyć należy, że te szczególnie często wyróżniane treści wiedzy wrodzonej są szczególnie trudne do wyjaśnienia na gruncie empiryzmu - charakteryzuje je bowiem uniwersalność, niezależnie od różnorodności doświadczeń jednostki dysponują bowiem podobnymi kompetencjami językowymi i logicznymi.
Wyróżnić można przy tym racjonalizm absolutny, według którego wyłącznie wiedza poprzedzająca doświadczenie warunkuje poznanie i racjonalizm względny (racjonalizm empiryczny), według którego wiedza poprzedzająca doświadczenie warunkuje poznanie wraz z doświadczeniem. Racjonalizm względny bliski jest umiarkowanej postaci empiryzmu genetycznego, według której w kształtowaniu pojęć obok doświadczenia bierze udział rozum. Racjonaliści genetyczni wiedzę poprzedzającą doświadczenie uznają za wiedzę pewną.

## Rozwój historyczny racjonalizmu genetycznego
Skrajny racjonalizm genetyczny pojawia się w starożytności przede wszystkim u Platona. Dla średniowiecza najbardziej charakterystyczny jest natomiast opracowany przez Arystotelesa umiarkowany empiryzm genetyczny. Szczególnie wyraźnie wystąpił natomiast racjonalizm genetyczny w szeregu wpływowych koncepcji filozoficznych XVII i XVIII wieku, określanych jako racjonalizm nowożytny. W sposób typowy występuje racjonalizm genetyczny u jednego z głównych przedstawicieli racjonalizmu nowożytnego, Kartezjusza. W odróżnieniu od Platona, Kartezjusz wywodzi racjonalizm genetyczny wyłącznie z analizy epistemologicznej, odrzucając rozumowania o charakterze ontologicznym. Analiza ta dąży do uzyskania wiedzy pewnej. Kartezjusz wyróżnił trzy idee wrodzone (ideae innatae) stanowiące wrodzone treści świadomości ludzkiej - ideę Boga, ideę duszy i ideę ciała.
Kontrowersja między racjonalizmem i empiryzmem genetycznym należała do głównych sporów filozoficznych XVII i XVIII wieku - krytycznie odniósł się do tego drugiego późniejszy wielki nurt filozofii nowożytnej, empiryzm nowożytny. Obejmował on przede wszystkim XVIII-wiecznych filozofów brytyjskich, jak John Locke, David Hume i George Berkeley. Według empirystów doświadczenie jest jedynym źródłem poznania, w umyśle nie istnieje nic doświadczenie poprzedzającego (stanowi on tabula rasa).
Późniejszą formą natywizmu jest myśl Immanuela Kanta, kontynuowana przez kantyzm. Według Kanta raczej niż wiedzą wrodzoną jako początkiem poznania, umysł dysponuje wrodzonymi strukturalnymi formami warunkującymi poznanie. Początkiem wszelkiego poznania jest dla Kanta doświadczenie zmysłowe. Doświadczenie to jest jednak zawsze uporządkowane czasowo i przestrzennie. Uporządkowanie to jako konieczny i uniwersalny składnik wszelkiego poznania nie może pochodzić z doświadczenia. Stanowi ono natomiast aprioryczną formę intuicji zmysłowej.
W filozofii współczesnej poglądy zbliżone do natywistycznych powiązane są np. z poglądami językoznawczymi, jak gramatyka generatywna. Ponadto szeroko przyjmuje się istnienie pewnych form wiedzy wrodzonej, koncepcja tabula rasa jest współcześnie szeroko odrzucana. Najczęściej występujące współczesne rozumienia wiedzy wrodzonej są jednak przy tym bardzo odmienne od klasycznych. Wiedza wrodzona we współczesnych ujęciach niekoniecznie jest bowiem pewna, niekoniecznie też warunkuje wszelkie poznanie, niekoniecznie jest jednakowa dla wszystkich jednostek. Stanowi ją doświadczenie filogenetyczne, zdobywane w procesie rozwoju gatunkowego - wiedza wrodzona w tym sensie rozumiana więc może być jako wiedza zdobywana za pomocą doświadczenia.